# Ricky Echolette
Ricky Echolette (vlastním jménem Wolfgang Neuhaus, 6. srpna 1960 Kolín nad Rýnem) je německý klávesista a kytarista, známý jako dřívější člen skupiny Alphaville. Ricky opustil Alphaville v roce 1997 po vydání alba Salvation.

## Život a dílo
V lednu 1985 nahradil Franka Mertense, který právě opustil Alphaville, po vydání jejich prvního alba Forever Young.
Jeho dávný přítel Marian Gold požádal Echoletta, aby se připojil ke skupině před dvěma lety, on ale nabídku odmítl, protože zůstal v Marianově předchozí skupině Chinchilla Green.
Alphaville opustil v roce 1997 během výroby alba Salvation a v současné době žije s rodinou na jihu Francie.